# Monastère Sainte-Françoise-Romaine
Le monastère Sainte-Françoise-Romaine est un monastère d'oblates bénédictines situé dans la commune du Bec-Hellouin, dans l'Eure en Normandie.

## Localisation
Le monastère Sainte-Françoise-Romaine se situe sur le territoire de la commune du Bec-Hellouin, dans le centre-ouest du département de l'Eure, dans la région naturelle de la campagne du Neubourg. Surplombant le ruisseau du Bec, il occupe un des coteaux de la vallée, à quelques centaines de mètres du cœur du bourg du village, au lieu-dit Saint-Martin-du-Parc. Il se situe au croisement de la route départementale 39 reliant Pont-Authou au Neubourg et de la route départementale 438 qui conduit au sud-ouest à Bernay et au nord-est à Rouen.

## Histoire
La communauté est fondée par Jeanne de Wavrechin, dite Mère Marie-Élisabeth de Wavrechin, née le 9 novembre 1885. 
En 1919, trois ans après le décès de son mari sur le front, elle se rend à Rome, en pèlerinage. Elle y fait la découverte de sainte Françoise Romaine. 
Née en 1384 dans une noble famille romaine, Françoise est mariée en 1396 et a eu trois enfants. En cette époque troublée, elle soulagea la misère des pauvres et travailla à l’unité de l’Église. Le 15 août 1425, elle devient oblate du monastère olivétain de Sainte-Marie-la-Neuve. En 1433, elle fonde à Rome le monastère Tor de ‘Specchi qui abrite une communauté d'Oblates de Marie, rattachée aux bénédictins du Mont Olivet.
Enthousiasmée par cette façon de vivre sa foi, Jeanne de Wavrechin entreprend la fondation d'un établissement similaire en France. Pour cela, elle se tourne vers une communauté de moines olivétains située à Mesnil-Saint-Loup, près de Troyes. Cette communauté est menée par Dom Maréchaux, qui avait été lui-même abbé de Sainte-Marie-la-Neuve de 1905 à 1914 et connaissait donc bien sainte Françoise et la norme de vie qu’elle avait inaugurée.
L'établissement voit le jour au sein du diocèse de Versailles, à Cormeilles-en-Parisis. Les premières sœurs y prononcent leur profession monastique entre les mains de Dom Maréchaux le 15 août 1925.
En 1938, une maison d’études pour les jeunes frères s'ouvre également à Cormeilles-en-Parisis après la rencontre entre Mère Marie-Élisabeth et un jeune moine de Mesnil-Saint-Loup, frère Paul Grammont. 
Lorsqu'en 1948, celui-ci redonne vie, avec ses frères, à l'abbaye du Bec, la communauté de Mère Marie-Élisabeth cherche à s’implanter à proximité et construit, à partir de 1950, le monastère au hameau de Saint-Martin-du-Parc.